# (21064) Yangliwei
(21064) Yangliwei (1991 LY1) – planetoida z grupy pasa głównego asteroid okrążająca Słońce w ciągu 5 lat i 250 dni w średniej odległości 3,18 j.a. Została odkryta 6 czerwca 1991 roku w Europejskim Obserwatorium Południowym przez Erica Elsta. Nazwa planetoidy pochodzi od Yanga Liwei, pierwszego chińskiego kosmonauty.